# Encontro com Milton Santos
Encontro com Milton Santos: O mundo global visto do lado de cá, documentário do cineasta brasileiro Sílvio Tendler, discute os problemas da globalização sob a perspectiva das periferias (seja o terceiro mundo, seja comunidades carentes). O filme é conduzido por uma entrevista com o geógrafo e intelectual baiano Milton Santos (1926–2001), gravada quatro meses antes de sua morte.
Milton Santos não era contra a globalização e sim contra o modelo de globalização vigente no mundo, que ele chamava globalitarismo. Analisando as contradições e os paradoxos deste modelo econômico e cultural, Milton enxergou a possibilidade de construção de uma outra realidade, que ele considerava "mais justa e mais humana".
Na mente de Milton Santos havia três globalizações simultâneas, elas são:
| Quais são            | Definição | Exemplo do Documentário |
| Fábula               | A fábula é a globalização que traz tecnologia, emergência de lucro, relações e comunicações mais fáceis para outros países, que entretanto, a minoria da população tem acesso, ou seja, irreal (fictícia) “Daí a ilusão de vivermos num mundo sem fronteiras, uma aldeia global”. Esta fábula é muito representada nas revistas, series, e filmes, onde geralmente mostram e divulgam sobre o assunto. Resumindo essa globalização é a forma que a mídia representa o conceito. | No documentário é mostrado uma cena em que há um anúncio de camas onde essa pessoa do anúncio está dormindo em uma cama super confortável e muito bem, mas logo embaixo da divulgação havia um morador de rua dormindo em situações precárias.                                                                               |
| Perversidade         | A perversidade é a globalização como ela é na realidade, que nem todos tem acesso aos benefícios e técnicas da globalização e causa a desigualdades, fazendo com que cresça o desemprego, a pobreza, a fome e a insegurança do cotidiano. | Um exemplo que está presente no vídeo são as lutas contra a privatização de água, controle do gás, petróleo, entre outros em Bolivia, Argentina e etc. |
| A outra globalização | A última é a outra globalização como possibilidade edificante de crescimento, em que as técnicas, descobrimentos e a informação são utilizados de uma maneira democrática e igualitária, resolvendo problemas através desses benefícios trazidos pela globalização: “É possível pensar na realização de um mundo de bem-estar, onde os homens serão mais felizes” | No documentário nos é mostrado um grupo de indígenas que puderam usufruir da parte boa da globalização, onde eles puderam usar a tecnologia para poder expor o desmatamento ilegal que estava acontecendo perto de sua tribo. Outro indígena cineastra também conseguiu usar a tecnologia para fazer avanços em seus filmes. |